# Municipio Monteagudo
Das Municipio Monteagudo ist ein Verwaltungsbezirk im Departamento Chuquisaca im südamerikanischen Anden-Staat Bolivien.

## Lage im Nahraum
Das Municipio Monteagudo ist eines von zwei Municipios der Provinz Hernando Siles und umfasst deren nördlichen Bereich. Es grenzt im Nordwesten an die Provinz Tomina, im Westen an die Provinz Azurduy, im Südwesten an die Provinz Nor Cinti und die Provinz Sud Cinti, im Süden an das Municipio Huacareta und im Osten an die Provinz Luis Calvo.
Das Municipio erstreckt sich etwa zwischen 19° 28' und 20° 32' südlicher Breite und 63° 49' und 64° 20' westlicher Länge, seine Ausdehnung von Westen nach Osten beträgt bis zu 50 Kilometer, von Norden nach Süden bis zu 100 Kilometer.
Das Municipio umfasst 138 Gemeinden (localidades), der zentrale Ort des Municipio ist die Kleinstadt Monteagudo mit 9135 Einwohnern im nördlichen Teil des Municipios.

## Geographie
Das Municipio Monteagudo liegt im feuchten, subandinen Chaco Boliviens am Rand der südöstlichen Ausläufer der bolivianischen Cordillera Central. In den Monaten Mai bis September herrscht im Raum Monteagudo eine ausgeprägte Trockenzeit, während die Monate Dezember bis Februar durch teils heftige Regenfälle gekennzeichnet sind.
Die jährliche Durchschnittstemperatur liegt bei 22 °C (siehe Klimadiagramm Monteagudo), die Monatswerte schwanken zwischen 17 °C im Juni und knapp 25 °C im Dezember. Der Jahresniederschlag beträgt etwa 700 mm, mit monatlichen Werten unter 20 mm von Mai bis September und Höchstwerten von 120 bis 130 mm von Dezember bis Februar.

## Bevölkerung
Die Einwohnerzahl ist zwischen 1992 und 2024 leicht zurückgegangen:
| Jahr | Einwohner | Quelle       |
| ---- | --------- | ------------ |
| 1992 | 25.240    | Volkszählung |
| 2001 | 26.504    | Volkszählung |
| 2012 | 24.118    | Volkszählung |
| 2024 | 24.487    | Volkszählung |

Die Bevölkerungsdichte bei der letzten Volkszählung von 2024 betrug 7,27 Einwohner/km², der Alphabetisierungsgrad bei den über 15-Jährigen lag im Jahr 2001 bei 73,7 Prozent. Die Lebenserwartung der Neugeborenen lag bei 66,1 Jahren, die Säuglingssterblichkeit war von 8,2 Prozent (1992) auf 5,6 Prozent im Jahr 2001 zurückgegangen.
98,8 Prozent der Bevölkerung sprechen Spanisch, 12,0 Prozent sprechen Quechua und 3,1 Prozent Guaraní. (2001)
67,2 Prozent der Bevölkerung haben keinen Zugang zu Elektrizität, 59,9 Prozent leben ohne sanitäre Einrichtung (2001).
67,9 Prozent der 5.399 Haushalte besitzen ein Radio, 26,0 Prozent einen Fernseher, 24,8 Prozent ein Fahrrad, 1,7 Prozent ein Motorrad, 8,2 Prozent ein Auto, 15,5 Prozent einen Kühlschrank, und 7,8 Prozent ein Telefon. (2001)

## Politik
Ergebnis der Regionalwahlen (concejales del municipio) vom 4. April 2010:
| Wahl- berechtigte |  | Wahl- beteiligung | gültige Stimmen |  | NA-C   | MAS-IPSP | PAIS  | UN    | MSM   |
| ----------------- |  | ----------------- | --------------- |  | ------ | -------- | ----- | ----- | ----- |
| 11.068            |  | 9.408             | 7.395           |  | 3.083  | 2.990    | 652   | 377   | 293   |
|                   |  | 85,0 %            | 78,6 %          |  | 41,7 % | 40,4 %   | 8,8 % | 5,1 % | 4,0 % |

Ergebnis der Regionalwahlen (elecciones de autoridades políticas) vom 7. März 2021:
| Wahl- berechtigte |  | Wahl- beteiligung | gültige Stimmen |  | MAS-IPSP | CST     | UNIDOS | C-A    | BSTH   | MNR    |
| ----------------- |  | ----------------- | --------------- |  | -------- | ------- | ------ | ------ | ------ | ------ |
| 15.384            |  | 12.602            | 10.161          |  | 5.131    | 3.693   | 892    | 178    | 174    | 93     |
|                   |  | 81,92 %           | 80,63 %         |  | 50,50 %  | 36,34 % | 8,78 % | 1,75 % | 1,71 % | 0,92 % |

## Gliederung
Das Municipio Monteagudo untergliederte sich bei der letzten Volkszählung von 2012 in die folgenden beiden Kantone (cantones):
- 01-0501-1 Kanton Monteagudo – 83 Gemeinden – 20.739 Einwohner (2001: 21.202 Einwohner)
- 01-0501-2 Kanton San Juan del Piraí – 29 Gemeinden – 3.379 Einwohner (2001: 5.302 Einwohner)

## Ortschaften im Municipio Monteagudo
- Kanton Monteagudo
  - Monteagudo 9135 Einw. – Candua 2308 Einw. – San Miguel de las Pampas 654 Einw. – San Miguel del Bañado 538 Einw.

- Kanton San Juan del Piraí
  - San Juan del Piraí 459 Einw.